# Crimson Stone
Crimson Stone är ett spanskt stoner rock-/heavy metal-band, startat år 2002, på ön Gran Canaria (Kanarieöarna). 

## Biografi
Själva bandet var från början ett projekt skapat av gitarristen Bob, när han började skriva egna låtar. I början räknade han med basisten Fred, trummisen Quincy och gitarristen Bill. Tillsammans genomförde de olika spelningar runt ön, men tyvärr lämnade Quincy och Bill bandet år 2005. Efter att ha hittat trummisen Sam, bestämde de sig för att fortsätta som en trio och år 2008 kom deras första och hittills enda skiva, utgiven av tyska skivbolaget Boiling Records, vid namn From Hell They Came. 

## Medlemmar
Nuvarande medlemmar
- Bob (Eduardo Salazar) – gitarr, sång (2002– )
- Fred (Luis Henríquez) – basgitarr (2002– )
- Emilio González – trummor (2005– )
- Ignacio González – gitarr

Tidigare medlemmar
- Quincy – trummor (2002–2005)
- Bill – gitarr (2002–2005)

## Diskografi
Studioalbum
- From Hell They Came (2008)
- Crimson Stone (2015)

Demo
- Rock Marshals (2011)